# Hélène Sparrow
Hélène Sparrow (5 de juny de 1891 - 13 de novembre de 1970) fou una metgessa i microbiòloga pionera en la salut pública mundial. Es va destacar per la seva tasca en el control del tifus a Polònia després de la Primera Guerra Mundial, i després dirigí programes nacionals de vacunació contra la diftèria, l'escarlatina, el tifus exantemàtic i la febre recurrent a Polònia i Tunísia en la dècada del 1960.

## Primers anys
Sparrow va néixer a Bohuslav, actual óblast de Kíiv a Ucraïna (llavors Imperi Rus) el 5 de juny del 1891, de pares polonesos. Els seus pares es van casar el 1890. La seva mare era X. Stefanska (nascuda c. 1870) i el seu pare, Leopold Sparrow (nascut c. 1860) era un magistrat.Va estudiar a la Facultat de Medicina de Kíev, on va obtenir un diploma de metge (cum laude) el 1915.Va obtenir un segon títol en medicina de la Universitat de Poznań el 1923. Per acabar, va obtenir el seu doctorat el 1928 per la Universitat de Varsòvia.

## Carrera acadèmica
El 1915 va arribar a estar implicada en el control de malalties epidèmiques en l'exèrcit rus durant la Primera Guerra Mundial. Quan van acabar els combats, va començar a treballar en clíniques a Dorpat (avui Tartu, Estònia), dirigida pel professor Bylina, abans de passar a l'Institut de Bacteriologia de Kíev com a assistent de Włodzimierz Lindeman. Ella va començar a treballar en tifus exantemàtic amb Oleksii Krontovski i L. Polev. El 1920 se'n va anar a Varsòvia per treballar amb el Dr. Ludwik Rajchman, el director de l'Institut Estatal d'Higiene.El 1922 va ser nomenada Cap de Servei i després el 1928 es va convertir en el Cap del Servei de Vacunacions Preventives. Això incloïa l'organització de campanyes de vacunació i també la investigació de brots de còlera. Va obtenir un segon títol en medicina a la Universitat de Poznań el 1923. Entre el1921 i el 1933 també va treballar amb Rudolf Weigl a la Universitat de Lwów en el tifus epidèmic. Durant aquest temps va estar implicada en la creació de quatre laboratoris de salut pública a l'est de Polònia per beneficiar les persones reubicades pels subsegüents canvis de fronteres nacionals, així com en la supervisió de programes a gran escala de vacunació contra la diftèria i l'escarlatina a la regió de Varsòvia, amb el suport de Robert Debré.
El 1923 una beca de la Societat de Nacions la va portar a França, on iniciaria la seva participació, que es perllongaria durant tota la vida, amb l'Institut Pasteur. Va estudiar tuberculosi amb Albert Calmette i Camille Guérin a Lilla, després va treballar amb Jules Bordet a Brussel·les i també amb Amédée Borrel a l'Institut de Salut a Estrasburg. El 1924 va ser enviada de nou a França per a la seva formació en microbiologia a l'Institut Pasteur i al laboratori d'Alexandre Besredka. Allí va conèixer Charles Nicolle durant la seva conferència anual sobre el tifus, un fet que canviaria el curs de la seva vida. El 1925, l'Institut Pasteur va finançar la seva investigació amb Charles Nicolle sobre l'epidèmia de tifus a Tunísia. Va passar el temps durant el 1927-1928 a l'Institut Pasteur de Tunísia i va continuar els seus estudis de vacunació contra el tifus mitjançant injeccions repetides de petites dosis d'una soca atenuada.
Va obtenir el seu primer càrrec acadèmic numerari el 1928 com a professora associada a la Facultat de Medicina de la Universitat de Varsòvia, amb la presentació de la seva tesi doctoral sobre 'Problèmes de la vaccination contre le typhus exanthématique' ('Problemes de la vacunació contra el tifus exantemàtic')
 i va ser posteriorment professora de bacteriologia. Es va formar en microbiologia i va participar activament en societats mèdiques a Polònia i a la branca de Varsòvia dels Société de Biologie francesa, en la dècada de 1930. El 1931, va ser enviada pel govern, juntament amb Charles Nicolle, a estudiar el tifus epidèmic a Mèxic i Guatemala. El 1933 se'n va anar amb Nicolle per unir-se a l'Institut Pasteur de Tunísia com a cap de laboratori i va presentar l'enfocament Weigl per a la producció de vacunes. La seva transferència d'experiència en el cultiu de laboratori dels polls fou important per al progrés contra el tifus a l'Institut Pasteur, tant a la mateixa Tunísia com a d'altres llocs. Això incloïa el desenvolupament d'una vacuna, proves d'insecticides i l'aïllament dels bacteris que eren els agents causals de tifus i la febre tifoide. A partir del 1935 va treballar en un virus murí com a base potencial de la vacuna contra la febre tifoide i el 1940 ella i Paul Duranddesenvoluparen la vacuna Durand-Sparrow contra la febre tifoide. També va treballar amb el cultiu de l'agent de la febre botonosa com a preludi d'una vacuna contra la febre de les Muntanyes Rocoses.
Se li va permetre seguir treballant a l'Institut Pasteur fins al 1961 com a 'Cap de Servei', més enllà de l'edat de jubilació obligatòria i des de 1949 fou cap del servei de vacunes, i va immunitzar contra la tuberculosi. A partir del 1955 va estar a càrrec dels treballs sobre la febre recurrent a Etiòpia per a l'Organització Mundial de la Salut. Va ser autora o coautora d'almenys 103 publicacions científiques.

## Vida personal
Es va casar amb el baró Robert von Kuegelgen el 1917, un cirurgià a l'exèrcit rus, i van tenir una filla, Marie von Bogna Seiler Kugelgen. Finalment es van separar. Després del seu trasllat a Tunísia, es va convertir en ciutadana francesa el 1933. a l'octubre del 1933 es va casar amb Phillippe Germa, un enginyer agrícola.
Durant la Segona Guerra Mundial fou amfitriona de refugiats francesos (incloent André Gide) i desertors poloneses a Tunis. Gide va arribar al desembre del 1942, mentre la ciutat estava ocupada per les tropes alemanyes i italianes, i hi romangué fins al maig del 1943, quan les forces franceses, britàniques i nord-americans va tornar a prendre la ciutat i va poder viatjar a Alger. Durant aquest temps Gide va registrar en el seu diari que Sparrow estava present o hostatjava diversos compromisos de dinars per a amics en comú dins de la comunitat francesa.:173 Gide també relata com Sparrow va escapar per poc de la mort durant els bombardejos. L'1 de gener del 1943, mentre estava a l'edifici, una bomba va caure a l'apartament de la planta baixa on Sparrow s'allotjava amb la família Boutelleau però no va explotar. Cinc dies després, el 6 de gener, les bombes van destruir dues cases adjacents:146.
Sparrow i el seu segon marit plantaren junts un hort de tarongers a Soukra, prop de Tunis. Durant la retirada final francesa de Tunísia, la parella va sortir de Tunísia per retirar-se a Còrsega. Va morir a Pietranera, Còrsega, el 1970.

## Obres selectes
- Sparrow H. "Sur une souche de Rickettsia quintana isolee en Tunisie" ("Sobre una soca de Rickesttsia quintana aïllada a Tunísia") Pathologia et Microbiologia, Vol. 24 (1961) pp. 140 -
- Heisch RB., Sparrow H., Harvey AE. "The behavior of Spirochaeta recurrentis Lebert in lice." ("El comportament de Spirochaeta recurrentis Lebert als polls) Bulletin de la Societe de pathologie exotique et de ses filiales, Vol 53 (1960) pp. 140 – 143
- Sparrow, H. "Etude du foyer ethiopien de fievre recurrente (Estudi de la font etíop de la febre recurrent)" Bulletin of the World Health Organisation Vol. 19, No. 2 (1958) pp. 673 – 710
- Sparrow H. "Emploi des ratons noveaunes pour entrien de Borrelia recurrentis.(Ús de rates nounades per al manteniment de Borrelia recurrentis)" Bulletin de la Societe de pathologie exotique et de ses filiales, Vol. 49 No. 4 (1956) pp. 630 -
- Durand P., Sparrow H., "Pulmonary inoculation in typhic and spotty viruses" (Inoculació pulmonar en els virus de la febre tifoide i irregular) Comptes Rendus Hebdomadaires des Seances de L'Acadamie des Sciences, Vol. 210 (1940) pp. 420 – 422
- Nicolle C., Sparrow H., "Experiments on the river virus of Japan (Tsutsugamushi)." ("Experiments sobre el virus del riu del Japó") Comptes Rendus Hebdomadaires des Seances de L'Acadamie des Sciences, Vol. 199 pp. (1934) 1349 - 1351
- Nicolle C., Sparrow H., Conseil E. "Preventative vaccination of man against exanthematic typhus by use of small repeated virulent doses (the brain of guinea pig) ("Vacunació preventiva de l'home contra el tifus exantemàtic mitjançant l'ús de petites dosis repetides virulentes (el cervell de conillet d'índies))." Comptes Rendus Hebdomadaires des Seances de L'Acadamie des Sciences, Vol. 184 (1927) pp. 859 – 861
- Sparrow H. "Immunization against scarlet fever with the aid of the scarlet fever toxoid" ("Immunització contra la febre escarlata amb l'ajuda del toxoide escarlatina") Comptes Rendus des Seances de la Societe de Biologie et de ses filiales, Vol. 97 (1927) pp. 957 – 959
- Obres de o sobre Hélène Sparrow en biblioteques (catàleg WorldCat) (anglès)